# اعتراف (كتاب)
كتاب اعتراف أو اعترافي (بالروسية: Исповедь) هو عمل قصير يدور موضوعه حول السوداوية والفلسفة والدين للكاتب الروسي الشهير ليو تولستوي. عمل تولستوي على هذا الكتاب في الفترة من عام 1879 إلى عام 1880 عندما كان في أوائل الخمسينيات من عمره.

## المحتوى
الكتاب عبارة عن قصة قصيرة تدور أحداثها حول صراع المؤلف مع أزمة منتصف العمر الوجودية. إنه يصف بحثه عن الإجابة عن السؤال الفلسفي المطلق: إذا لم يعد الله موجودًا، وبما أن الموت أمر محتوم على الجميع فما هو معنى الحياة؟  أصبحت الحياة مستحيلة بالنسبة له من دون وجود أي جواب يُذكر عن هذا السؤال.
تبدأ القصة مع الخرافة الشرقية للتنين في البئر، إذ يُطارد وحش رجلًا نحو البئر الذي يوجد في أسفله تنين. يتمسك الرجل بفرع يمسك به فأران (واحد أسود والآخر أبيض يمثلان الليل والنهار ومسيرة الزمن المتواصلة). يتمكن الرجل من لعق قطرتين من العسل (يمثل ذلك حب تولستوي لعائلته وكتابته)، ولكنه ماعاد يحس العسل حلواً وذلك لأن الموت أمر لا مفر منه.
يمضي تولستوي ليصف أربعة مواقف محتملة تجاه هذه المعضلة. الأول هو الجهل، فإذا كان الشخص غافلًا عن حقيقة اقتراب الموت، فتصبح الحياة محتملة. إن مشكلته الشخصية مع هذا هي أنه ليس جاهلًا. لن يكون هناك عودة من الموت بعد إدراكك لحقيقته.
الاحتمال الثاني هو ما يصفه تولستوي بالأبيقورية، وهي أن تدرك تمام الإدراك أن الحياة فانية، ويمكن للمرء أن يتمتع بالوقت الذي يملكه. تُعد مشكلة تولستوي في هذا الأمر معنوية بشكل أساسي. ويذكر أن الأبيقورية قد تعمل بشكل جيد وسليم بالنسبة للأقلية التي يمكنها تحمّل عيش «حياة طيبة»، ولكن يجب أن يكون الفرد فارغًا أخلاقًيا حتى يتمكن من تجاهل حقيقة أن الغالبية العظمى من الناس لا يستطيعون الوصول إلى الثروة اللازمة للعيش هذا النوع من الحياة.
يقول تولستوي بعد ذلك أن الرد الأكثر صدقًا فكريًا على الموقف سيكون الانتحار، ويسأل مواجهًا حتمية الموت وافتراض عدم وجود الله: لماذا الانتظار؟ لماذا التظاهر بأن هذا الفيض من الدموع يعني شيئًا عندما يمكن للمرء أن يقتصر على فعل شيء ما؟ يكتب تولستوي أنه «جبان للغاية» لمتابعة هذا الرد «الأكثر منطقية».
يقول تولستوي أخيرًا أن الخيار الرابع هو الخيار الذي يتخذه وهو خيار التمسك فقط، أي العيش «على الرغم من سخافة ذلك» لأنه غير مستعد «أو غير قادر» على فعل أي شيء آخر. لذلك يبدو أن الأمر «ميؤوس منه تمامًا» على الأقل «بدون وجود الله».
ينتقل تولستوي إلى مسألة وجود الله، وبعد اليأس من محاولاته للعثور على إجابات في الحجج الفلسفية الكلاسيكية لوجود الله (مثل الحجة الكونية والتي تتسبب في وجوب وجود الله بناءً على الحاجة لإسناد سبب أساسي إلى وجود الكون)، وينتقل تولستوي إلى تأكيد أكثر غموضًا وبديهية لوجود الله.
يقول تولستوي إنه بمجرد ترديده عبارة «الله هو الحياة»، فأصبح للحياة معنى مرة أخرى. يمكن تفسير هذا الإيمان على أنه قفزة كيرغياردية، ولكن يبدو أن وصف تولستوي في الواقع مقاربة أكثر شرقية لماهية الله. يوحي تعريف الله بالحياة بوجود خاصية ميتافيزيقية أحادية (أو شاملة) للأديان الشرقية، وهذا هو السبب في أن الحجج المنطقية لم تصل في النهاية إلى تعزيز فكرة وجود الله. يشير العنوان الأصلي لتولستوي لهذا العمل إلى هذا الحد، وتقترح الخاتمة، التي تصف الحلم الذي راوده بعد فترة زمنية من إكماله للنص، التغير الشخصي الخاص به، وتؤكد مروره بعملية تغير شخصية وروحية جذرية.

## وصلات خارجية
- نسخة مترجمة لكتاب اعتراف على موقع مؤسسة هنداوي للتعليم والثقافة